# Feira de Gado na Corujeira
Feira de Gado na Corujeira é um dos primeiros filmes portugueses, realizado por Aurélio da Paz dos Reis em 1896.

## Sinopse
O filme consiste em camponeses a cavalo a conduzirem pequenos rebanhos de gado pela vasta área da feira tradicional, diante de potenciais compradores.